# Mo kyrka, Bohuslän
Mo kyrka är en kyrkobyggnad  sedan 2002 i Naverstad-Mo församling (tidigare Mo församling) i Göteborgs stift. Kyrkan ligger på Södra Bullaresjöns västra strand i i Tanums kommun.

## Kyrkobyggnaden
Kyrkan byggdes år 1664 och ersatte ett kapell som legat på östra sidan av sjön mellan Liveröd och Ramtveten. Kyrkan är uppförd av grantimmer och består av långhus med ett smalare kor och en avskärmad sakristia i öster. I väster finns kyrktornet och norr om koret ett pannrum. Långhuset har ett tegelbelagt sadeltak som är valmat över koret. Innertaket täcks av ett tunnvalv.

## Inventarier

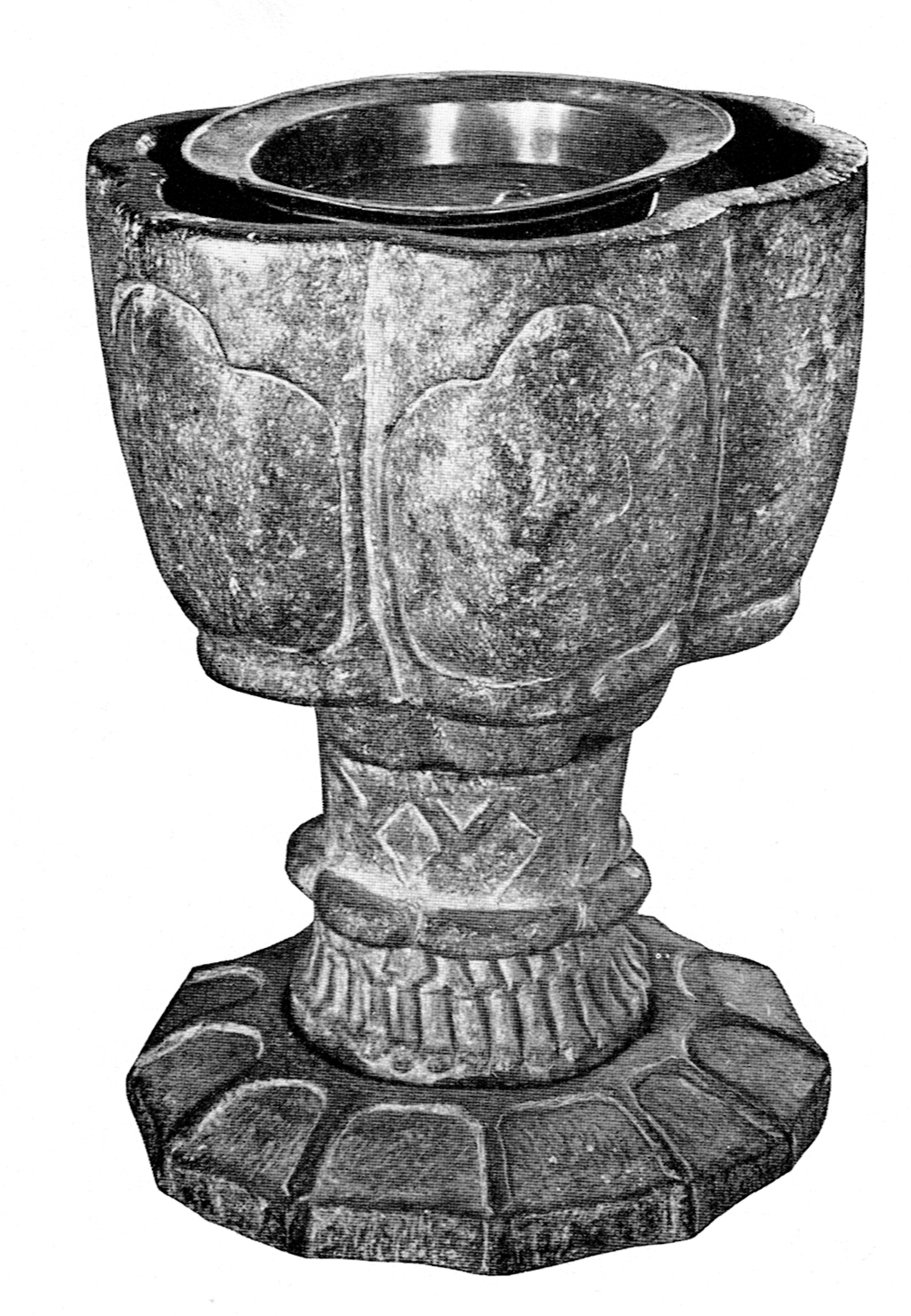
Dopfunten

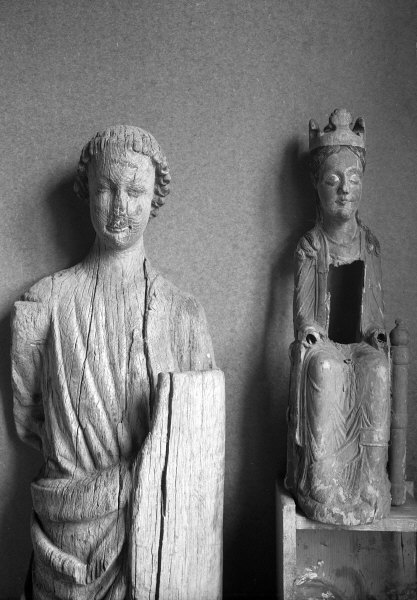
Medeltidsskulpturerna

- Dopfunt av täljsten tillverkad 1240-1280 i tre delar. Höjd: 76,5 cm. Cuppan är sexpassformad med något buktande sidor och med en vulst nedtill samt nedsänkta arkadfält med trepassformade bågar. Skaftet har på mitten en vulst. Däröver finns sex enkla fält med diagonala kors. Under vulsten två rader med kraftigt utformade, veckade band. Foten har tolv nedsänkta, flackt rundbågiga fält. Uttömningshål saknas, liksom mera betydande skador.[1]
- Två äldre träskulpturer från 1200-talet: en större med ärkeängeln Mikael som trampar på draken och en mindre föreställande jungfru Maria med barnet.
- Altartavlan och predikstolen kom till kyrkan 1731 och är gåvor av kapten Johan Baptista Pinello från Svarteborgs socken.
- En ny altartavla är målad 1968 av Joël Mila med motivet bespisningsundret, då Jesus delade ut de fem kornbröden.